# Michaël Rancourt
Michaël Rancourt est un imitateur, humoriste québécois, né à Charny (Lévis) en 1963.

## Biographie
Michaël est le cinquième d'une famille de six enfants. Au début des années 80, il était musicien et chansonnier et se produisait dans les brasseries et bars de la région de la ville de Québec.

## Carrière
S'étant fait connaître au début des années 90, il s’est fait remarquer en étant le premier imitateur masculin à reproduire des voix féminines. En 1994, on le retrouvait en nomination au gala de l’Adisq dans la catégorie « Découverte de l’année »,.
Après Les 3 ténors de l’humour en 2001,  le  spectacle Les 3 ténors de l’humour – la suite! présenté dans tout le Québec jusqu’à la fin de 2003. Le trio récolte une nomination pour ce spectacle au gala de l’Adisq 2002, et six autres pour le gala Les Olivier, édition 2003.
En septembre 2004, Michaël présente un nouveau spectacle de variétés intitulé Les Duplicatas avec Claire Bienvenue et mis en scène par Édith Cochrane. Les Duplicatas sont nommés dans 4 catégories à la 7e  édition du Gala des Oliviers (février 2005) et remportent celui du « metteure en scène de l’année ».
En février 2022 Michaël annonce un nouveau spectacle «Les Inoubliables» qui rend hommage aux grandes voix d'artistes disparus telles que; Charles Aznavour, Gerry Boulet, Gilbert Bécaud, Michel Louvain, Joe Dassin, Félix Leclerc, Dalida et plusieurs autres.

## Spectacles
- 1994 "one man shows", 100 voix en l’air
- 1997 Rancourt Circuit
- 2001 Les 3 ténors de l'humour
- 2001 Porte-parole provincial / télévision, radio et journaux PUBLICITÉ
- 2004 Les Duplicatas avec Claire Bienvenue et mis en scène par Édith Cochrane.
- 2000 Comédien, chanteur, humoriste / Les 3 ténors de l'humour ! / Octant VARIÉTÉS
- 2004 Émission du matin / Radio de Granby (M-105) RADIO
- 2010 La voix des  autres![5]
- 2017 Les années Juke Box de Piaf à Sinatra VARIÉTÉS
- 2015 Les drôles de ténors ! / Productions Diamant VARIÉTÉS
- 2011 Comédien pour Mesmer le fascinateur à Montréal et Paris / Production Entourage VARIÉTÉS
- 2013 Plusieurs voix / Proxim, Institut Laser Michel Pop, St-Hubert PUBLICITÉ
- 2010 Comédien, voix de personnage / Peut contenir des Rachid / TVA TÉLÉVISION
- 2008 Voix / Punch / Télétoon TÉLÉVISION[6]
- 2022 Les Inoubliables